# Cantaing-sur-Escaut
Cantaing-sur-Escaut is een gemeente in het Franse Noorderdepartement (regio Hauts-de-France) en telt 415 inwoners (1999). De plaats maakt deel uit van het arrondissement Cambrai.

## Geografie
De oppervlakte van Cantaing-sur-Escaut bedraagt 6,5 km², de bevolkingsdichtheid is 63,8 inwoners per km².
De onderstaande kaart toont de ligging van Cantaing-sur-Escaut met de belangrijkste infrastructuur en aangrenzende gemeenten.

## Demografie
Onderstaande figuur toont het verloop van het inwonertal (bron: INSEE-tellingen).